# Municipio de Pleasant (condado de Hancock)
El municipio de Pleasant (en inglés: Pleasant Township) es un municipio ubicado en el condado de Hancock en el estado estadounidense de Ohio. En el año 2010 tenía una población de 2471 habitantes y una densidad poblacional de 26,12 personas por km².

## Geografía
El municipio de Pleasant se encuentra ubicado en las coordenadas 41°7′26″N 83°49′32″O / 41.12389, -83.82556. Según la Oficina del Censo de los Estados Unidos, el municipio tiene una superficie total de 94.59 km², de la cual 94,48 km² corresponden a tierra firme y (0,11 %) 0,1 km² es agua.

## Demografía
Según el censo de 2010, había 2471 personas residiendo en el municipio de Pleasant. La densidad de población era de 26,12 hab./km². De los 2471 habitantes, el municipio de Pleasant estaba compuesto por el 95,31 % blancos, el 0,36 % eran afroamericanos, el 0,24 % eran amerindios, el 0,53 % eran asiáticos, el 1,74 % eran de otras razas y el 1,82 % eran de una mezcla de razas. Del total de la población el 7,32 % eran hispanos o latinos de cualquier raza.